# Mes de la historia de la mujer
El Mes de la Historia de la Mujer es un mes que se decreta anualmente y que destaca las contribuciones de las mujeres en los acontecimientos históricos y la sociedad contemporánea. Se celebra en el mes de marzo en los Estados Unidos, el Reino Unido, y Australia, y corresponde con el Día Internacional de la Mujer el 8 de marzo, y durante octubre en Canadá, que corresponde con la celebración de Día de las Personas el 18 de octubre.

## Historia

### En Estados Unidos

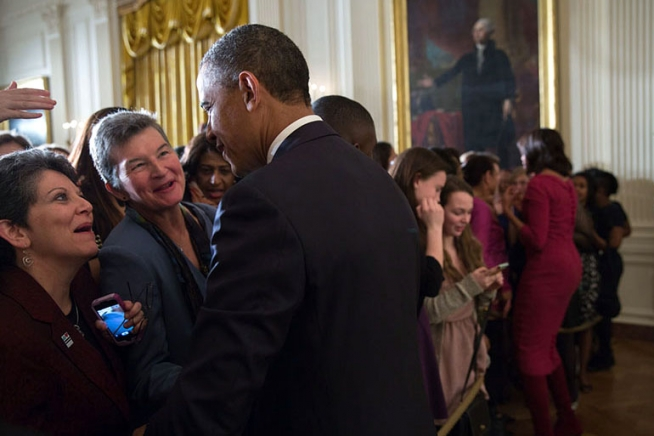
La recepción del Mes de la Historia de las Mujeres en la Habitación Este de la Casa Blanca el 18 de marzo de 2013.

#### Semana de Historia de la Mujer
En los Estados Unidos, el Mes de la Historia de la Mujer se remonta al primer Día Internacional de la Mujer en 1911. En 1978, el distrito escolar de Sonoma, California participó en la Semana de la Historia de la Mujer, un evento programado para la semana del 8 de marzo (Día Internacional de la Mujer). En 1979 una conferencia de quince días acerca de la historia de la mujer se sostuvo en la Universidad de Sarah Lawrence desde el 13 al 29 de julio, presidida por el historiador Gerda Lerner. Fue copatrocinada por la Universidad de Sarah Lawrence, la Alianza de las Mujeres en Acción, y el Instituto Smithsoniano. Cuando sus participantes se dieron cuenta del éxito de la celebración de la Semana de la Mujer en el Condado de Sonoma, tomaron la decisión de hacer celebraciones similares en sus propias organizaciones, comunidades, y distritos escolares. Y decidieron hacer un esfuerzo por asegurar una Semana Nacional de la Historia de la Mujer.
En febrero de 1980, el presidente Jimmy Cárter emitió una proclama presidencial declarando la semana del 8 de marzo de 1980, como la Semana Nacional de la Historia de la Mujer. La proclama decía: "Desde los primeros pobladores que vinieron a nuestras costas, desde las primeras familias indias americanas que se hicieron amigos, hombres y mujeres han trabajado juntos para construir esta nación. Con demasiada frecuencia, las mujeres fueron olvidadas y algunas veces sus contribuciones pasaron desapercibidas. Los logros, el liderazgo, el coraje, la fuerza y el amor de las mujeres que construyeron Estados Unidos fueron tan vitales como la de los hombres cuyos nombres conocemos tan bien. Como ha señalado la Dra. Gerda Lerner, "La historia de las mujeres es derecho de las mujeres". Es un patrimonio esencial e indispensable del que podemos inspirar orgullo, comodidad, coraje y visión a largo plazo. Pido a mis conciudadanos americanos que reconozcan este patrimonio con actividades apropiadas durante la Semana Nacional de Historia de la Mujer, del 2 al 8 de marzo de 1980. Instar a las bibliotecas, escuelas y organizaciones comunitarias a centrar sus observancias en los líderes que lucharon por la igualdad -Susan B. Anthony, Sojourner Truth, Lucy Stone, Lucretia Mott, Elizabeth Cady Stanton, Harriet Tubman, y Alice Paul. Comprender la verdadera historia de nuestro país nos ayudará a comprender la necesidad de una igualdad plena conforme a la ley para todos nuestros pueblos. Este objetivo se puede lograr ratificando la 27ma Enmienda a la Constitución de los Estados Unidos, que establece que "No se denegará la igualdad de derechos conforme a la Ley". o abreviado por los Estados Unidos o por cualquier estado a causa del sexo '". Cárter se refería a la Enmienda de Derechos de Igualdad, ni a la enmienda que se convirtió en el 27.º Amen a la Constitución de los Estados Unidos después de su presidencia.
En 1981, respondiendo a la popularidad de la Semana de la Historia de la Mujer, el Sen. Orrin Escotilla (R-Utah) y la Rep Barbara Mikulski (D-Maryland) copatrocinaron la primera Resolución Congresional de la Junta proclamando la Semana de la Historia de la Mujer. El Congreso pasó su resolución como  L.Pub. L. 97-28, que autorizó y pidió al Presidente para proclamar la semana comenzando el 7 de marzo de 1982 como la “Semana de la Historia de la Mujer". Después de varios años, el Congreso continuó pasando las resoluciones de la junta en marzo como la Semana de la Historia de la Mujer. Las escuelas del país comenzaron también a tener sus propias celebraciones locales del Día de la Semana de la Mujer e incluso el Mes de la Historia de la Mujer. En 1986, catorce estados habían declarado marzo como el Mes de Historia de la Mujer.

#### Mes de la Historia de la Mujer
En 1987, después de ser pedido por el Proyecto Nacional de la Historia de la Mujer, el Congreso pasó la Pub. L. 100-9 que designó el mes de marzo de 1987 como el Mes de la Historia de la Mujer. Entre 1988 y 1994, el congreso pasó las resoluciones adicionales que pedían y autorizaban al Presidente para proclamar el mes de marzo de cada año como el Mes de la Historia de la Mujer. Desde 1988, los presidentes de los EE. UU. han emitido proclamaciones anuales designando el mes de marzo como el Mes de la Historia de la Mujer.
Los departamentos del estado de educación también comenzaron a animar las celebraciones del Mes de Historia de la Mujer como una forma de promover la igualdad entre los sexos en el salón de clases. Maryland, Pensilvania, Alaska, Nueva York, Oregón, y otros estados desarrollaron materiales de currículo en todo sus escuelas públicas, que incitaban eventos educativos como concursos de ensayo. En pocos años, miles de escuelas y comunidades empezaron a celebrar el Mes de la Historia de la Mujer. Planearon contratar y estimular programas acerca del papel de las mujeres en la historia y la sociedad, con soporte e incentivo a los gobernadores, alcaldes, juntas escolares, y al Congreso de EE. UU..
En marzo de 2011, la administración Obama  publicó un informe, Mujeres en América: Indicadores Sociales y Económicos de Prosperidad, mostrando el estatus de las mujeres en los EE. UU. en el 2011 y cómo ha cambiado con el tiempo. Este informe fue el primer reporte federal de las mujeres desde el informe producido por la Comisión del Estatus de la Mujer en 1963.
Algunas organizaciones han emitido declaraciones marcando el Mes de la Historia de la Mujer, por ejemplo el Comité Nacional Republicano y el Comité Nacional Democrático.
Recientemente una comisión del Presidente en la Celebración de la Mujer en la Historia de América patrocinó audiencias en muchas partes del país. La Comisión del Progreso de la Mujer pronto llegará a audiencias para promover el interés en preservar áreas que son importantes para la historia del mujer en los Estados Unidos. Algunos de los grupos que promueven este interés son sociedades históricas estatales, las organizaciones de mujeres, y grupos como el de las Chicas Scouts de los EE.UU.

#### Temas anuales
Los temas anuales del Mes de la Historia de la Mujer han sido declarados por el Proyecto Nacional de la Historia de la Mujer:
- 1987: "Generaciones de Coraje, Compasión, y Convicción"[9]
- 1988: "Reclamando el Pasado, Reescribiendo el Futuro"
- 1989: "Patrimonio de Fuerza y Visión"
- 1990: "Voces Valientes – Repitiéndose en Nuestras Vidas"
- 1991: "Tradición Nutritiva, Fomentando el Cambio"
- 1992: "Un Mosaico de Muchas Vidas"
- 1993: "Descubre un Nuevo Mundo"
- 1994: "En Cada Generación, la Acción Libera Nuestros Sueños"
- 1995: "Promesas que Mantener"
- 1996: "Ver la Historia de una Manera Diferente"
- 1997: "Una Buena y Larga Tradición de Liderazgo Comunitario"
- 1998: "Viviendo el Legado"
- 1999: "Las Mujeres Dejando Su Sello en América"
- 2000: "Un Siglo Extraordinario para las Mujeres 1900–2000"
- 2001: "Célebres Mujeres Valientes y Visionarias"
- 2002: "Las Mujeres Sosteniendo el Espíritu Americano"
- 2003: "Las Mujeres Pioneras del Futuro"
- 2004: "La Mujeres Inspiración de Esperanza y Posibilidades"
- 2005: "La Mujeres Cambian a América"
- 2006: "Mujeres, Constructoras de Comunidades y de Sueños"
- 2007: "Generaciones de Mujeres que Llevan la Historia Adelante"
- 2008: "Visión del Arte de las Mujeres"
- 2009: "Las Mujeres Tomando el Liderazgo para Salvar Nuestro Planeta"
- 2010: "Reescribiendo a la Mujer en la Historia"[10]
- 2011: "Nuestra Historia es Nuestra Fuerza"[11]
- 2012: "La Educación de la Mujer – Y Su Potencial"[12]
- 2013: "Las Mujeres Inspirando Innovación A través de la Imaginación: Mujeres Célebres en la Ciencia, Tecnología, Ingeniería y Matemática"[13]
- 2014: "Célebres Mujeres de Carácter, Valor, y Compromiso"[14]
- 2015: "Tramando la Historia de la Vida de las Mujeres"[15]
- 2016: "Trabajando para Formar una Unión Más Perfecta: Honrando a las Mujeres en el Servicio Público y el Gobierno"[16]
- 2017: "Honrando a las Mujeres Pioneras en el Trabajo y los Negocios"[17]
- 2018: "Sin embargo, Ella persistió: Honrando a las Mujeres que Luchan Contra Toda Forma de Discriminación contra la mujer", refiriéndose al comentario "sobre Elizabeth Warren.[18]

### En Canadá
El Mes de Historia de la Mujer fue proclamado en Canadá en 1992, su propósito es dar a los Canadienses "una oportunidad para aprender acerca las importantes contribuciones las de mujeres y de las chicas a nuestra sociedad - y a la calidad de nuestras vidas hoy". Octubre fue escogido por coincidir con la celebración del anual de la decisión del 18 de octubre en el caso del tribunal Edwards v. Canadá, conocido comúnmente como el Caso de las Personas, en el que se estableció que las mujeres Canadienses eran elegibles de ser nombradas senadoras y que en general tenían los mismos derechos de los hombres Canadienses con respecto a su posiciones en el poder político.

### En Australia
El Mes de la Historia de la Mujer se celebró por primera vez en Australia en el año 2000, iniciado por Helen Leonard, coordinadora del Centro Nacional de Medios de Mujeres, que trabaja con el Lobby Electoral de las Mujeres. La organización para las celebraciones anuales del Mes de la Historia de la Mujer se incorporó como parte del trabajo del Foro Australiano de la Historia de la Mujer.

#### Temas del año
Desde 2005, la celebración anual del Mes de la Historia de la Mujer en Australia se ha centrado en un área diferente del logro de las mujeres. Los materiales promocionales y los eventos se centran en el tema y alienta a las organizaciones, instituciones y grupos comunitarios a usar este tema para sus propios eventos.
- 2013: Encontrar madres fundadoras[20]
- 2012: Mujeres con un Plan: arquitectas, urbanistas y arquitectas paisajistas[21]
- 2011: Mujeres en el Negocio de la Comida[22]
- 2009: Mujeres Parlamentarias[23]
- 2008: Mujeres con una Misión: Mujeres Australianas que contribuyen en el exterior[24]
- 2007: Brazo a Brazo: Mujeres Indígenas y no Indígenas Trabajando Juntas[25]
- 2006: Bellezas Musicales: las Mujeres en la Música[26]
- 2005: Célebres Mujeres Audaces[27]

### En Reino Unido
El Mes de la Historia de la Mujer se celebró en el Reino Unido en el 2011 y el 2012. Se creó un sitio web, pero aparentemente se abandonó.

## Impacto reciente
La popularidad de las celebraciones de la historia de las mujeres continúa extendiéndose a medida que más personas toman conciencia de las contribuciones de las mujeres y de las jóvenes. Recientemente, una Comisión Presidencial sobre la Celebración de la Mujer en la Historia en América patrocinó audiencias en muchas partes del país. La Comisión de Progreso de la Mujer pronto realizará audiencias para promover el interés en preservar las áreas que son relevantes en la historia de las mujeres estadounidenses. Algunos de los grupos que promueven este interés son sociedades históricas estatales, organizaciones de mujeres, y grupos como las Chicas Scouts de los EE.UU.